# Владимир Ивић
Владимир Ивић (Зрењанин, 7. мај 1977) јесте српски фудбалски тренер и бивши фудбалер. Његов старији брат Илија је такође био фудбалер.

## Играчка каријера

### Клупска
Каријеру је почео у зрењанинском Пролетеру, у ком се фудбалски афирмисао. Лета 1998. године је прешао у београдски Партизан. Са црно-белима је освојио три шампионске титуле (1999, 2002 и 2003) и један куп (2001). Био је и део генерације која је играла у групној фази Лиге шампиона у сезони 2003/04. Током 2004. године је носио и капитенску траку, док је Саша Илић био на позајмици у шпанској Селти.
У јулу 2004. је потписао трогодишњи уговор са Борусијом из Менхенгладбаха. У немачком клубу је провео само јесењи део сезоне 2004/05. Наступио је на тек четири утакмице у Бундеслиги, постигавши притом један гол, у 4. колу против Вердера из Бремена. У децембру 2004. прелази у АЕК из Атине, чији је спортски директор тада био његов брат Илија Ивић. У АЕК-у проводи две и по године, да би касније играо за солунске ривале Арис и ПАОК.

### Репрезентативна
За репрезентацију СРЈ и СЦГ, одиграо је 8 утакмица. Свој деби је имао 24. марта 2001. против Швајцарске, а последњи меч је одиграо 28. априла 2004 против Северне Ирске у Белфасту.

## Тренерска каријера

### ПАОК
Тренерску каријеру је почео лета 2013. године када је преузео млади тим грчког ПАОК-а. У сезони 2013/14. је водио млади тим ПАОК-а до титуле првака Грчке у конкуренцији младих тимова (играчи до 20 година). У марту 2016. године је постављен за шефа стручног штаба првог тима ПАОК-а, након што је Игор Тудор, дотадашњи тренер, добио отказ. Лета исте године је потписао нови трогодишњи уговор са ПАОК-ом.
У мају 2017, Ивић је са ПАОК-ом освојио Куп Грчке, након што је у финалној утакмици савладан атински АЕК. Ивић је у јуну 2017. споразумно раскинуо сарадњу са ПАОК-ом, након што претходно није успео да у плеј-офу домаћег шампионата обезбеди клубу пласман у квалификације за Лигу шампиона.
Добио је награду за најбољег тренера Суперлиге Грчке у избору свих капитена прволигашких екипа за сезону 2016/17.

### Макаби Тел Авив
Дана 31. маја 2018. године, Ивић је постављен за тренера Макабија из Тел Авива. У септембру 2018. је освојио први трофеј са Макабијем, израелски Тото куп. Поред овога, Ивић је Макабију донео две титуле првака Израела. Пре његовог доласка клуб није три године био шампион. У сезони 2018/19, Ивићевој првој у клубу, Макаби Тел Авив је освојио титулу са 31 бодом више од другопласираног.
У наредној 2019/20. сезони, Макаби је одбранио титулу, овај пут са 14 бодова разлике у односу на другопласираног. Иако је имао понуду да остане, Ивић је у јулу 2020. одлучио да напусти Макаби.

### Вотфорд
Дана 15. августа 2020. године, Ивић је постављен за тренера Вотфорда, који се такмичи у Чемпионшипу, тј. другом рангу такмичења у Енглеској. Прву такмичарску утакмицу на клупи Вотфорда је водио 12. септембра 2020, у 1. колу Чемпионшипа, када је на домаћем терену савладан Мидлсбро резултатом 1 : 0.
Ивић је добио награду за најбољег тренера месеца новембра у Чемпионшипу. Вотфорд је током новембра на пет утакмица остварио три победе и два ремија, па је у том моменту био на трећем месту на табели. Ивић је био тренер Вотфорда до 19. децембра 2020, када му је уручен отказ. Та одлука је уследила након пораза на гостовању Хадерсфилду (2:0), као и сукоба са капитеном Тројом Динијем. У моменту Ивићевог отказа, Вотфорд се налазио на петом месту Чемпионшипа са скором од девет победа, седам ремија и четири пораза.

## Успеси

### Играчки
Партизан
- Првенство СР Југославије (3) : 1998/99, 2001/02, 2002/03.
- Куп СР Југославије (1) : 2000/01.

### Тренерски
ПАОК
- Куп Грчке (1) : 2016/17.

Макаби Тел Авив
- Премијер лига Израела (2) : 2018/19, 2019/20.
- Тото куп (1) : 2018/19.

### Појединачни
- Тренер сезоне у Суперлиги Грчке (1): 2016/17.
- Најбољи тренер за месец новембар у Чемпионшипу (1): 2020/21.